# Christian Fiedler
Christian Fiedler (* 27. März 1975 in West-Berlin) ist ein ehemaliger deutscher Fußballspieler.

## Spielerkarriere

### Vereine
Fußballspielen lernte Fiedler beim Lichtenrader BC 25 in Berlin, ehe er 1990 in den Nachwuchsbereich von Hertha BSC wechselte. Dort begann er seine Karriere in der Amateurmannschaft von Hertha BSC und kam im DFB-Pokal 1993 mit seiner Mannschaft bis ins Finale gegen Bayer 04 Leverkusen, das seine Mannschaft mit 0:1 verlor. Zur Saison 1994/95 setzte sich der Torwart in der Profimannschaft von Hertha BSC durch und wurde Stammkeeper. Wegen seines Mitwirkens beim Wiederaufstieg in die Bundesliga in der Saison 1996/97 und seiner Loyalität zur Hertha gilt der Torwart bei den Fans als sehr beliebt. Aufgrund seiner für einen Torhüter geringen Körpergröße von 180 cm wurde er immer „Zu kurz“ genannt. Nach dem Aufstieg erreichten die Herthaner in den ersten sieben Spielen nur zwei Punkte und Fiedler geriet in Kritik. Schließlich musste er ins zweite Glied rutschen und wurde von Gábor Király verdrängt.
Sein Debüt in der Bundesliga gab Fiedler am 3. August 1997 gegen Borussia Dortmund. Bis zur Saison 2001/02 war der Torhüter nur Reservist. Als sich dann aber Király am 4. November 2001, im Spiel gegen Borussia Mönchengladbach verletzte, hütete Fiedler wieder für zehn Folgespiele das Tor der Herthaner. Schließlich musste er wieder Platz auf der Wechselbank nehmen. Während der Winterpause 2003/04 entschied sich Neu-Trainer Hans Meyer einen Wechsel im Tor der Berliner vorzunehmen und machte Fiedler wieder zur Nummer eins. Diesen gab Fiedler bis zum Ende der Saison 2006/07 auch nicht wieder her. Erst mit der Neuverpflichtung Jaroslav Drobný im Sommer 2007, setzte man dem Ur-Berliner einen neuen Konkurrenten vor. Danach blieb Fiedler die Nummer 2 und kam zu keinem weiteren Ligaeinsatz. Im August 2008 erlitt Fiedler in einem Testspiel gegen Newcastle United einen Kreuzbandriss im Knie, der nach einer erfolglosen Reha das Ende seiner Karriere bedeutete.

### Nationalmannschaft
Mit der U-16-Nationalmannschaft nahm er an der vom 8. bis 18. Mai 1991 in der Schweiz ausgetragenen Europameisterschaft teil und schloss mit ihr das Turnier als Zweiter ab, nachdem das Endspiel mit 0:2 gegen die Auswahl Spaniens verloren wurde.
Zwischen 1995 und 1998 kam er zu 16 Länderspielen in der U-21-Nationalmannschaft, erstmals am 28. März 1995 in Rustawi beim 2:0-Sieg gegen die Auswahl Georgiens im Rahmen der Qualifikation zur Europameisterschaft 1996, letztmals am 24. März 1998 in Beirut beim 7:0-Sieg gegen die A-Nationalmannschaft des Libanon.

## Nach der Spielerkarriere
Nach der Saison 2008/09 beendete Christian Fiedler seine Karriere und rückte als Torwarttrainer in den Trainerstab bei Hertha BSC. Am 22. Mai 2013 stellte ihm Hertha BSC trotz laufenden Vertrages eine Kündigung zu, gegen die Fiedler Rechtsmittel einlegte. Vor dem Arbeitsgericht Berlin bekam er eine Abfindung in Höhe von 579.000 Euro zugesprochen.
Zwischen November 2013 und Mai 2015 war Fiedler beim DFB angestellt und trainierte als Torwarttrainer die U-17-Nationalmannschaft.
Von Juni 2015 bis 2023 war er Torwarttrainer bei der SpVgg Greuther Fürth. Ende Oktober 2024 übernahm er interimsmäßig den Trainerposten bei der zweiten Mannschaft, da Leonhard Haas in gleicher Position zu den Profis wechselte. Nachdem Haas im November 2024 wieder zur 2. Mannschaft zurückkam, übernahm Fiedler wieder die U15. Im Januar 2025 wurde er zum Leiter des NLZ der SpVgg berufen.

## Erfolge
- Zweiter der U-16-Europameisterschaft 1991
- Vize-Pokalsieger 1993
- Ligapokal-Sieger 2001 und 2002, Finalist 2000

## Privatleben und Politik
Christian Fiedler ist zweifacher Familienvater. Im Mai 2005 war er im Gespräch für die Kandidatur zum CDU-Vizevorsitzenden von Berlin.